# Percy Bysshe Shelley
Percy Bysshe Shelley (ur. 4 sierpnia 1792 w Field Place, zm. 8 lipca 1822) – angielski poeta i dramaturg. Przedstawiciel angielskiego romantyzmu.

## Życiorys
Urodzony jako członek bogatego rodu szlacheckiego w Field Place w hrabstwie Sussex. Podczas jego wakacji w Field Place jego siostry często były przerażone tym, że były poddawane jego eksperymentom z prochem strzelniczym, kwasami i elektrycznością. Po powrocie do szkoły wysadził prochem strzelniczym płot. W 1804 Shelley wstąpił do szkoły średniej Eton College, był to okres, który później wspominał z odrazą. Był tam prześladowany przez rówieśników. Interesował się okultyzmem i nauką, a współcześni opisują, jak porażał nauczyciela prądem, wysadzał w powietrze pień drzewa prochem strzelniczym i próbował okultystycznych rytuałów. Został absolwentem Eton College, przez krótki okres studiował na Oksfordzie.
W 1810 r. Shelley opublikował swój pierwszy utwór – powieść gotycką Zastrozzi, w której objawił swój ateistyczny pogląd na świat. Był także wegetarianinem. W tym samym roku wydał wraz z siostrą Elizabeth Original Poetry by Victor and Cazire, a już jako student w Oksfordzie – Posthumous Fragments of Margaret Nicholson.
W 1811 r. Shelley wydał broszurę The Necessity of Atheism (O konieczności ateizmu), z powodu której został wydalony z uczelni. Kolejnym skandalem w życiu ledwie 18-letniego Shelleya stała się ucieczka do Szkocji i ślub – mezalians z Harriet Westbrook, córką oberżysty. Młodzi małżonkowie przenieśli się najpierw do Lake District, a następnie do Irlandii, gdzie Shelley zaangażował się w pisarstwo polityczne.
W 1813 r. został wydany utwór Queen Mab: A Philosophical Poem, w którym widać fascynację poety radykalną filozofią Williama Godwina (twierdził, że Godwin ukształtował jego pogląd na świat). Shelley zakochał się w córce Godwina i Mary Wollstonecraft, Mary. 18 lipca 1814 poeta porzucił ciężarną Harriet, płacił jej jednak alimenty, i z Mary uciekł na Kontynent, do Francji i Szwajcarii. Owocem sześciotygodniowej podróży były opublikowane później wspomnienia.
W 1815 r. powstał pierwszy istotny wiersz Shelleya, alegoria „Alastor, or the Spirit of Solitude” (Alastor, czyli duch samotności).
Latem 1816 r. miała miejsce kolejna podróż Shelleya, Mary i jej siostry Claire Clairmont – kochanki Byrona – do Szwajcarii. Wspólny pobyt nad Jeziorem Genewskim i rozmowy z Byronem miały inspirujący wpływ na Shelleya i zaowocowały m.in. powstaniem kolejnego znaczącego utworu Hymn to Intellectual Beauty (Hymn do piękna myśli ludzkiej). Wyprawa w Alpy Francuskie zainspirowała powstanie wiersza Mont Blanc. Podczas tej wycieczki Shelley często wpisywał się do ksiąg gości z oświadczeniem, że jest ateistą. W tym samym czasie Mary rozpoczęła pisanie słynnej powieści Frankenstein.
W grudniu 1816 r. Harriet Shelley po kilku latach nieszczęśliwego małżeństwa popełniła samobójstwo, topiąc się w stawie. Po kilku tygodniach Shelley poślubił Mary. Osiedlili się w Marlow, w pobliżu przyjaciela Shelleya Thomasa Love Peacocka. Shelley zaczął udzielać się w kręgu literackim stworzonym wokół pisarza L. Hunta, kiedy poznał innego angielskiego romantyka, Johna Keatsa. W owym czasie powstał długi poemat narracyjny Laon and Cythna – kolejne dzieło antyreligijne. Obrazoburczy utwór został wycofany ze sprzedaży, następnie przeredagowany i wydany ponownie w 1818 r. jako The Revolt of Islam (Rewolucja muzułmańska). Pod pseudonimem „Pustelnik z Marlow” Shelley wydał wtedy także dwa traktaty polityczne.
Ponowny kontakt z Byronem we Włoszech w 1818 r. znów zainspirował silnie Shelleya – powstały utwory Julian and Maddalo oraz Prometeusz rozpętany (Prometheus Unbound). Prometeusz rozpętany jest najwznioślejszym dziełem Shelleya, będąc udramatyzowanym poematem, swego rodzaju kontynuacją dzieła Ajschylosa. Dzieło to przekazuje treści anarchistyczne i ateistyczne, mówi o wyzwoleniu człowieka spod władzy państwa, religii i nierówności klasowej, uważanych przez autora za czynniki zniewalające ludzi, oraz wysnuwa utopijną wizję świata wolnych ludzi.
Wyjazd do Włoch związany był jednak też z rodzinną tragedią Shelleyów – umarła ich córka, potem syn.
W 1819 r. w Livorno powstał dramat The Cenci, a po masakrze Peterloo – najbardziej znane wiersze polityczne The Masque of Anarchy i Men of England, a także esej polityczny The Philosophical View of Reform (Pogląd filozoficzny na reformę).
W 1821 r. powstała elegia na śmierć Johna Keatsa „Adonais”. W 1822 r. Shelley planował utworzenie wraz z Byronem i Leigh Huntem, pod wydawniczą egidą tego ostatniego, czasopisma o tytule „The Liberal”, które miałoby stać się alternatywą dla pism konserwatywnych.

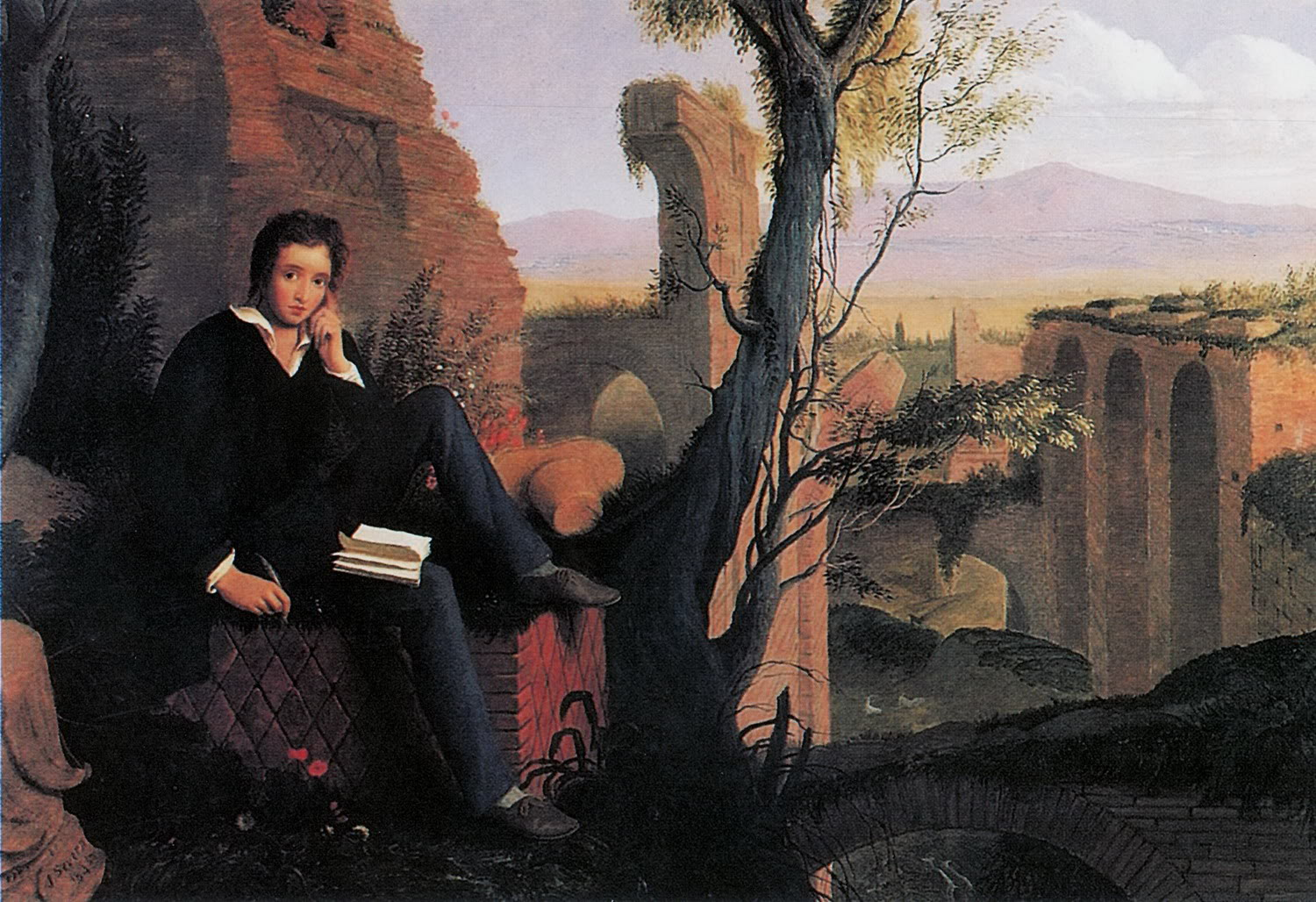
Pośmiertny portret Shelleya autorstwa Josepha Severna (1845)

W drodze powrotnej ze spotkania w Pizie, 8 lipca 1822 podczas sztormu, w drodze z Livorno do Lerici, żaglówka Shelleya Don Juan zatonęła. Shelley zginął, dopiero co omówiwszy z Leigh Huntem szczegóły dotyczące nowego czasopisma.
Ciało Shelleya zostało skremowane na plaży w pobliżu Viareggio, a prochy złożone na Cmentarzu Protestanckim w Rzymie. Serce aż do swej śmierci w 1851 r. zachowała jego żona Mary. 

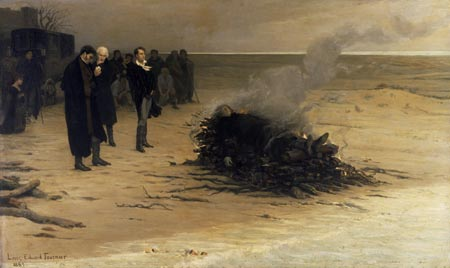
Louis Edouard Fournier, Pogrzeb Shelleya, 1889

Na jego nagrobku wyryto słowa: Cor Cordium, które znaczą dosłownie: „Serce Serc”.

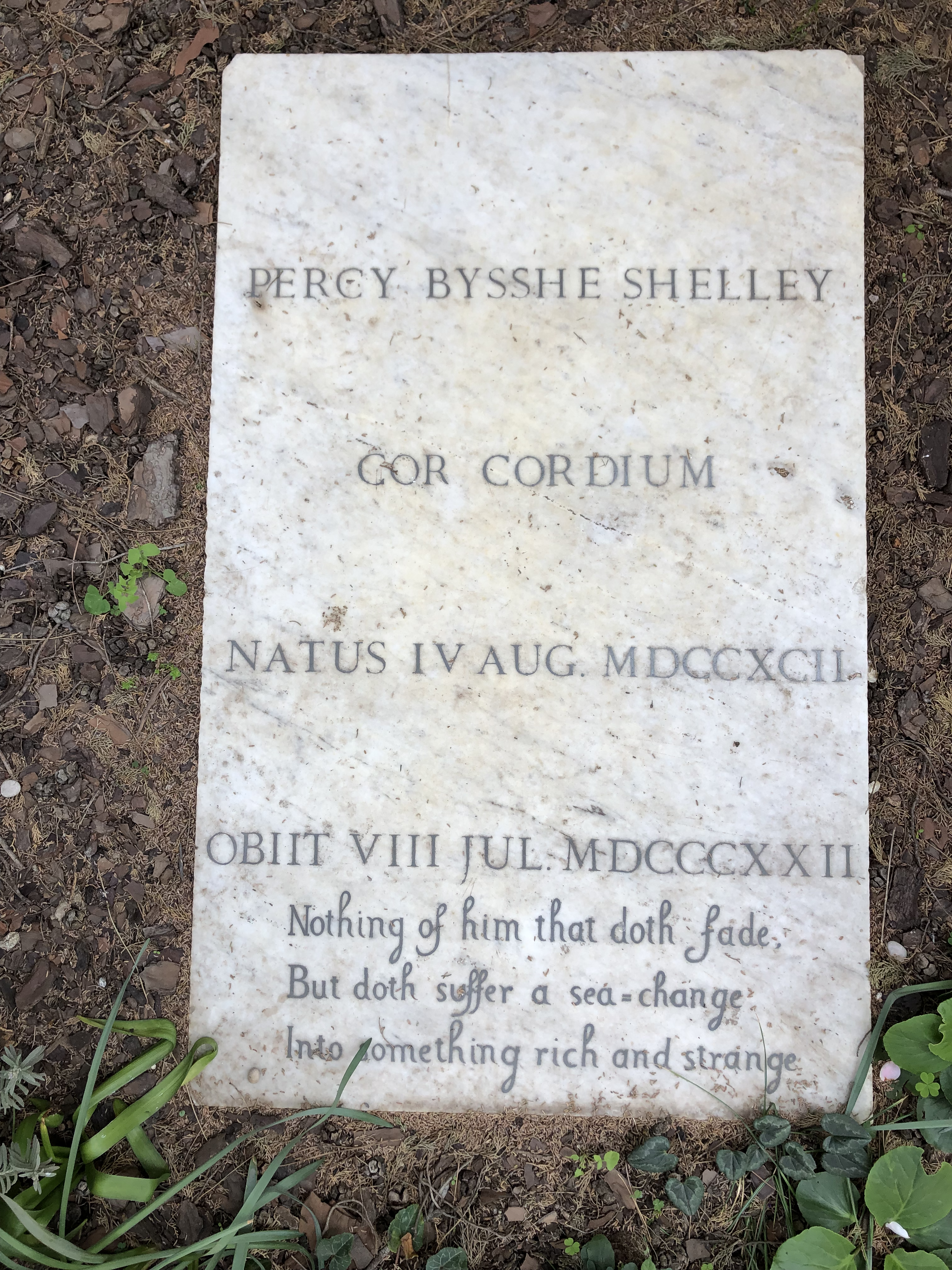
Grób Shelleya

## Twórczość
Inne sławne, niewspomniane wyżej utwory Percy'ego Bysshe'a Shelleya to: Ode to the West Wind (Oda do wiatru zachodniego), To a Skylark (Do skowronka), Ozymandias, The Cloud (Chmura), The Defence of Poetry (Obrona poezji).
Utwory poetyckie Shelleya tłumaczyli na język polski m.in. Adam Asnyk, Jan Kasprowicz, Ludmiła Marjańska, Jan Świerzowicz, Jerzy Pietrkiewicz i Stanisław Barańczak.
Jednym z ważnych, wczesnych badaczy Shelleya był autor jego biografii i edycji dzieł, Edward Dowden.

## Odniesienia w kulturze
- Douglas Booth wcielił się w rolę Percy'ego Bysshe'a Shelleya w filmie Mary Shelley z 2017 roku[8].

- Shelley został wspomniany w wierszu Śmierć autorstwa Jana Lechonia[9].